# Stuart Russell

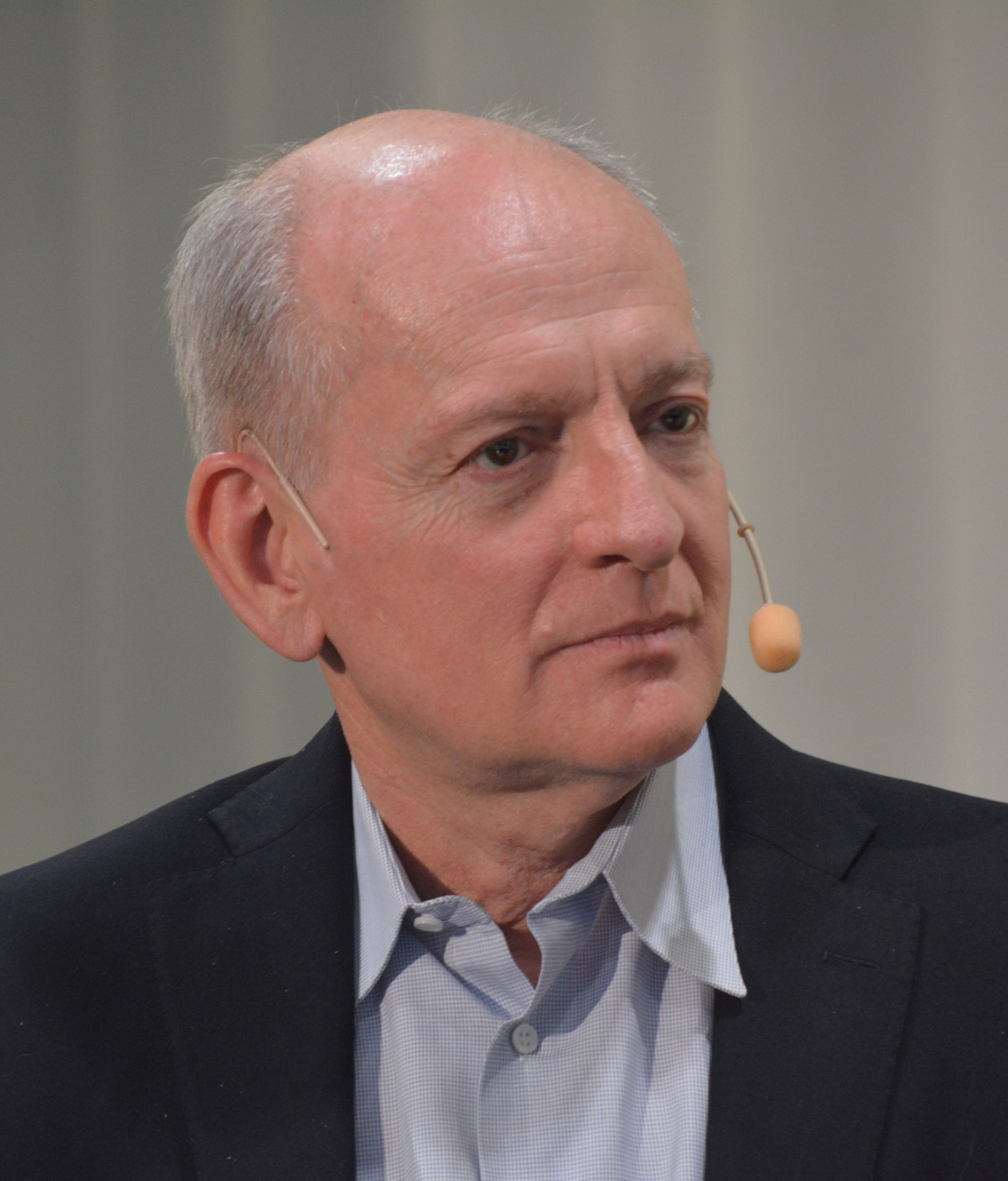
Stuart J. Russell (2019)

Stuart Jonathan Russell (* 1962 in Portsmouth) ist ein britischer Wissenschaftler auf dem Gebiet der künstlichen Intelligenz. Er ist Professor für Informatik an der University of California, Berkeley.

## Leben
Russell war 1978 bis 1980 insgesamt ein Jahr Programmierer bei IBM (Systems Engineering Centre, Warwick) und 1981 Programmierer an einem Graphikprojekt  am IBM Los Angeles Scientific Center. Er studierte Physik an der Universität Oxford mit dem Bachelorabschluss 1982, war 1983 Teaching und 1985/86 Forschungsassistent an der Stanford University, an der er 1986 Informatik bei Michael Genesereth promovierte (Analogical and Inductive reasoning). Im Sommer 1986 war er am Cyc-Projekt tätig. 1986 wurde er Assistant Professor, 1991 Associate Professor und 1996 Professor an der Informatik-Fakultät in Berkeley.  2006 bis 2010 stand er dort der Abteilung Informatik vor und 2008 bis 2011 der Fakultät für Elektrotechnik und Informatik (EECS). 2008 bis 2011 war er auch Adjunct Professor in der Abteilung Neurochirurgie der University of California, San Francisco.
2012 bis 2014 war er Gastprofessor an der Universität Paris VI.
Russell ist Fellow der Association for Computing Machinery, der AAAI und der American Association for the Advancement of Science. Zusammen mit Peter Norvig schrieb er das Buch Artificial Intelligence: A Modern Approach, welches zu den meistzitierten Büchern in der Informatik gehört. 1990 erhielt er einen Presidential Young Investigator Award der NSF. 1995 erhielt er den IJCAI Computers and Thought Award, 2022 den IJCAI Award for Research Excellence und 2023 den ACM-AAAI Allen Newell Award. 2025 wurde Russell zum Mitglied der National Academy of Engineering und zum Mitglied der Royal Society gewählt.
Er gehört zu den Unterzeichnern des offenen Briefes für ein Verbot autonomer Waffen.

## Werke
- Stuart Russell, Peter Norvig: Artificial Intelligence: A Modern Approach. 4. Auflage. Harlow, 2021, ISBN 978-1-292-40113-3 (englisch).
  - Künstliche Intelligenz: ein moderner Ansatz. 3. Auflage. Pearson, München 2012, ISBN 978-3-86894-098-5.
- Stuart Russell: Human Compatible: Artificial Intelligence and the Problem of Control. 1. Auflage. Viking, 2019, ISBN 978-0-525-55861-3 (englisch)
  - Human Compatible : künstliche Intelligenz und wie der Mensch die Kontrolle über superintelligente Maschinen behält. mitp, Frechen 2020, ISBN 978-3-7475-0173-3.